# إقليم أوكايالي
إقليم أوكايالي (بالإنجليزية: Ucayali Region)‏  هو أحد أقاليم بيرو، يتبع بيرو، عاصمته بوكالبا.

## الموقع
يشترك في الحدود مع:
- إقليم لوريتو
- إقليم باسكو
- إقليم هانوكو
- إقليم جونين
- إقليم مادر دي ديوس
- إقليم قوسقو
- أكري.

## التقسيمات الإدارية
- Atalaya province [الإنجليزية]‏
- Coronel Portillo province [الإنجليزية]‏
- Padre Abad province [الإنجليزية]‏
- مقاطعة بوروس.